# Pteredoa plumosa
Pteredoa plumosa är en fjärilsart som beskrevs av George Francis Hampson 1905. Pteredoa plumosa ingår i släktet Pteredoa och familjen tofsspinnare. Inga underarter finns listade.